# بدرژیخ بریدل
بدرژیخ بریدل (چکی: Bedřich Bridel; ۱ آوریل ۱۶۱۹ – ۱۵ اکتبر ۱۶۸۰) نویسنده و شاعر سبک باروک و مبلغ مذهبی اهل چک بود. او در جیمنیزیوم انجمن عیسی در پراگ تحصیل کرد. در سال ۱۶۳۷ او وارد فرقه انجمن عیسی شد و در حدود سال ۱۶۵۰ به عنوان کشیش منصوب شد. او از سال ۱۶۵۶ تا ۱۶۶۰ دفتر چاپ یسوعیان را در کلمنتینوم پراگ رهبری کرد. وی پس از سال ۱۶۶۰، خود را منحصراً وقف فعالیت‌های تبلیغی و تبلیغی در بوهم کرد. او بر اثر طاعون درگذشت.